# Прибислав (князь Мекленбурга)
Прибислав (нем. Pribislaw; ум. 30 декабря 1178) — князь Мекленбурга, сын бодричского князя Никлота.

## Биография
Год рождения Прибислава неизвестен. Прибислав вместе с братом Вартиславом принимал участие в войне отца, князя Никлота, против герцога Саксонии и Баварии Генриха Льва. В 1159 году он участвовал во вторжении в Любек.
В 1160 году Никлот был убит, при этом Прибислав и Вартислав были вынуждены бежать, а Генрих Лев разделил владения бодричей между своими приближёнными.
Однако Прибислав и Вартислав продолжили борьбу против Генриха Льва. Они сохранили часть владений, но не удовольствовались ими. В ответ в 1163 году граф Шверина Гунцелин фон Гаген, назначенный Генрихом Львом наместником в землях бодричей, осадил замок, в котором находился Вартислав. В итоге получивший ранение Вартислав был схвачен и отвезён в Брауншвейг.
В 1164 году Прибислав смог захватить крепость Мекленбург, после чего осадил Илинбург, где находился Гунцелин. Узнав об этом, Генрих Лев собрал армию и выступил против Прибислава, а Вартислава велел казнить. 6 июля около Ферхена Генриху удалось одержать победу, но при этом погибло несколько его военачальников, включая графа Адольфа II фон Шауэнбурга. Прибислав был вынужден бежать в Поморье.
Не имея возможности дальше воевать с Генрихом Львом, Прибислав предпочёл подчиниться ему. В 1166 году он начал переговоры. В 1167 году Прибислав помирился с Генрихом Львом, получив от того в лен большую часть бодричских владений (кроме Шверина, который остался у Гунцелина). Эти владения стали ядром Мекленбургского княжества (позже — герцогства), которым быстро онемечившиеся потомки Прибислава правили до 1918 года.
В дальнейшем Прибислав сохранял верность своему сюзерену. Их союз был скреплён браком между Генрихом Борвином, сыном Прибислава, и Матильдой, незаконнорождённой дочерью Генриха Льва. Прибислав продолжал носить титул «князь ободритов» (лат. regulus Obotritorum), который впоследствии постепенно был вытеснен титулом «князь Мекленбурга». Впервые этот титул упомянут 19 сентября 1171 года, когда в грамоте императора Фридриха I Барбароссы Прибислав был назван «князем Мекленбурга, Кессина и Ростока».
До самой своей смерти Прибислав оставался верным сторонником Генриха Льва. Кроме того, он содействовал христианизации своих владений. Так, в 1170 году он основал Доберанский монастырь. В 1172 году Прибислав сопровождал Генриха Льва во время паломничества в Иерусалим.
Прибислав умер 30 декабря 1178 года в Люнебурге от раны, полученной на турнире. Его останки в 1219 году были перезахоронены в Доберанском монастыре.

## Брак и дети
Жена: с ок. 1140/1145 Воислава (ум. 1172), дочь поморского князя Вартислава I. Дети:
- Генрих Борвин I (ок. 1150 — 28 января 1227), князь Мекленбурга с 1178
- дочь (ум. 1182); муж: Бернхард (ум. 11 июня 1181), граф фон Поппенбург

## Образ Прибислава в искусстве

### В художественной литературе
- Карл Бейер. «Прибислав: Исторический роман из времён последней борьбы мекленбургских вендов за свободу» (1888).[7]